# Classic Fighters
Classic Fighters es una Exhibición de vuelo bienal que se celebra en Blenheim, Nueva Zelanda. Se celebra habitualmente en los primeros compases de la primavera. La idiosincrasia de Classic Fighters pretende desmarcarse de la habitual en este tipo de eventos, pues su principal atractivo es que el pilotaje de los aviones está enfocado a hacer "representaciones teatrales", recreando batallas aéreas históricas -dentro de este marco, la Primera Guerra Mundial es la que suele llevar el protagonismo-.